# Flamingo (Calder)
Pour les articles homonymes, voir Flamingo.
Le Flamingo est une sculpture « stabile » en acier de couleur rouge et haute de 16 mètres située sur la Federal Plaza à Chicago, dans l'État de l'Illinois, juste en face du Kluczynski Federal Building.
Elle fut créée par l'artiste américain Alexander Calder et a été commandée par l'Administration des services généraux. Le Flamingo a été dévoilé le 25 octobre 1974, bien que la signature de Calder inscrite sur la sculpture indique qu'elle fut érigée en 1973.

## Attributs
Le Flamingo se compose entièrement d'acier et pèse au total 50 tonnes. Pour sa sculpture, Alexander Calder choisit la couleur rouge, qui amena plus tard les chicagoans à surnommer l'œuvre le « Red Calder ».
L'artiste opta pour cette couleur afin de donner du contraste à l'entourage de la sculpture étant donné que la plupart des immeubles de bureaux situés à proximité sont de couleur noire comme le Kluczynski Federal Building et le Dirksen Federal Building, tous deux conçus par l'architecte allemand Ludwig Mies van der Rohe. Le stabile est une forme d'art qui a lancé la carrière de Calder. Il s'agit d'une structure abstraite qui est complètement figée, par opposition à une sculpture mobile, qui prend des dispositions variées sous l'influence du vent.

## Conception
Alexander Calder a été chargé de concevoir cette sculpture pour la qualité de ses œuvres et sa réputation internationale ; la Federal Plaza, dont l'espace est entièrement constitué d'immeubles à angle droit et de forme rectangulaire typique des bâtiments de bureaux de style architecture moderne, nécessitait une conception de forme arrondie au Flamingo et les surfaces dynamiques qu'un stabile de grande échelle pourrait apporter à l'environnement. Le Flamingo a été la première œuvre d'art à être commandée par l'Administration fédérale des services généraux dans le cadre du programme appelé "Percentage Art" qui alloue chaque année un pourcentage de son budget pour mettre en place des projets liés à l'art public,.
Le 23 avril 1973, Alexander Calder a dévoilé la maquette de son œuvre à l'Art Institute of Chicago (en français « Institut d'art de Chicago »). Le 25 octobre 1974, la sculpture a été dévoilée au public pour la première fois. Au même moment a lieu l'inauguration du gratte-ciel alors connu sous le nom de « Sears Tower » (renommé Willis Tower en 2009) qui a été le plus haut gratte-ciel du monde de 1973 à 1998 et des États-Unis jusqu'en 2013. La journée du 25 octobre a été proclamée « Journée d'Alexander Calder » et est célébrée chaque année avec une parade et des festivités qui se déroulent sur la Federal Plaza.

## Relations spatiales

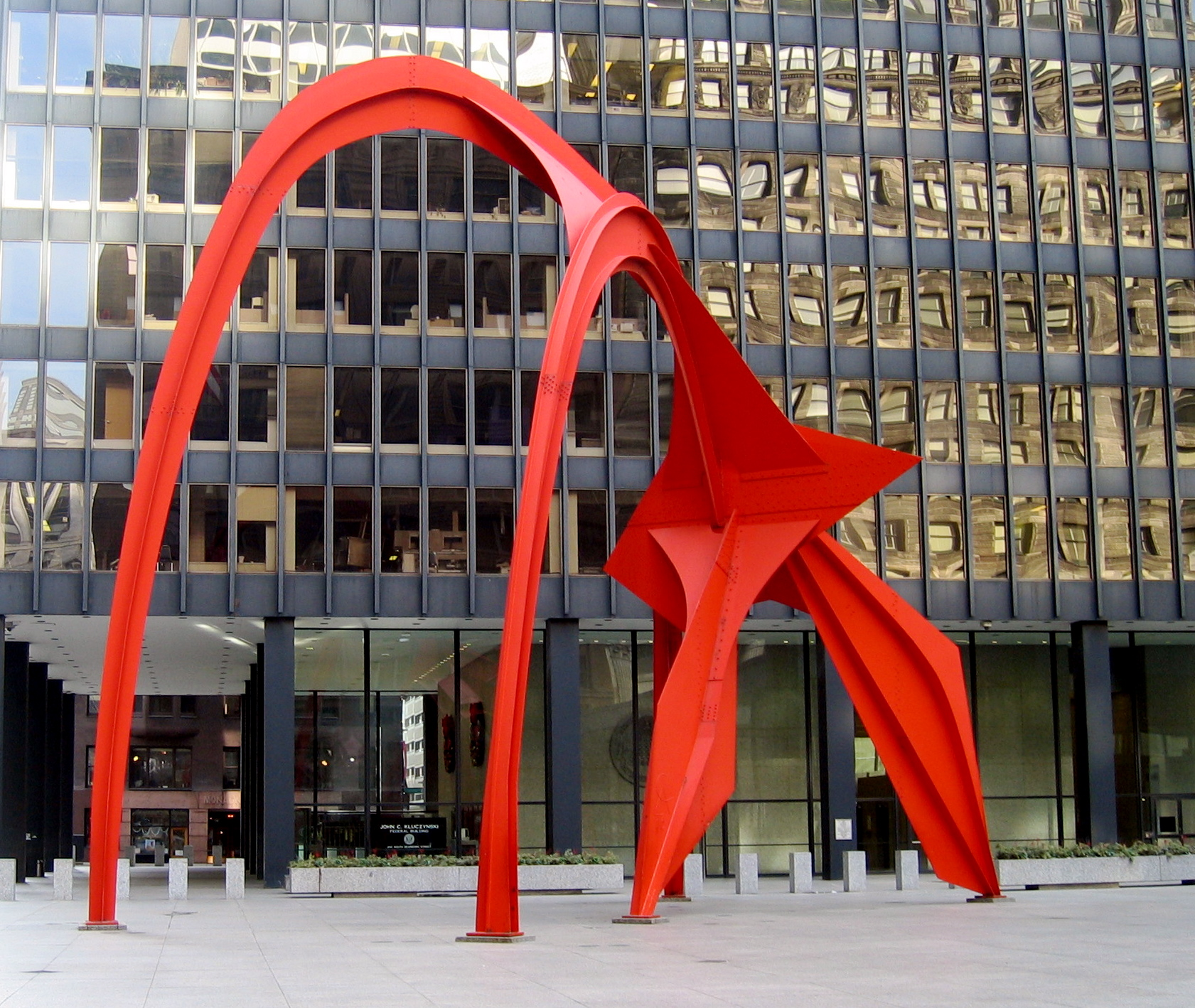
Autre vue de la sculpture.

La conception de la sculpture est telle, qu'avec sa grande taille, les promeneurs et les visiteurs peuvent marcher sous et autour de cette dernière, ce qui permet de la percevoir à l'échelle humaine, mais aussi par rapport à l'environnement alentour constitué de nombreux gratte-ciel. La forme du Flamingo fait allusion au domaine naturel et animal, ce qui contraste fortement avec les interprétations plus littérales des sculptures des décennies précédentes.
La structure de Calder est un exemple du mouvement constructiviste qui fut à l'origine popularisé en Russie au début du XXe siècle. Le constructivisme se réfère à la sculpture qui est constituée de plusieurs parties qui sont assemblées.
Avant son inauguration, une maquette représentant la sculpture était présentée dans l'entrée du bureau de poste de la Federal Plaza. Elle est exposée aujourd'hui à l'Art Institute of Chicago.

## Dans la culture populaire
En 1998, le groupe de pop irlandais The Corrs tourne le clip de la chanson So Young autour de la sculpture.

## Galerie d'images

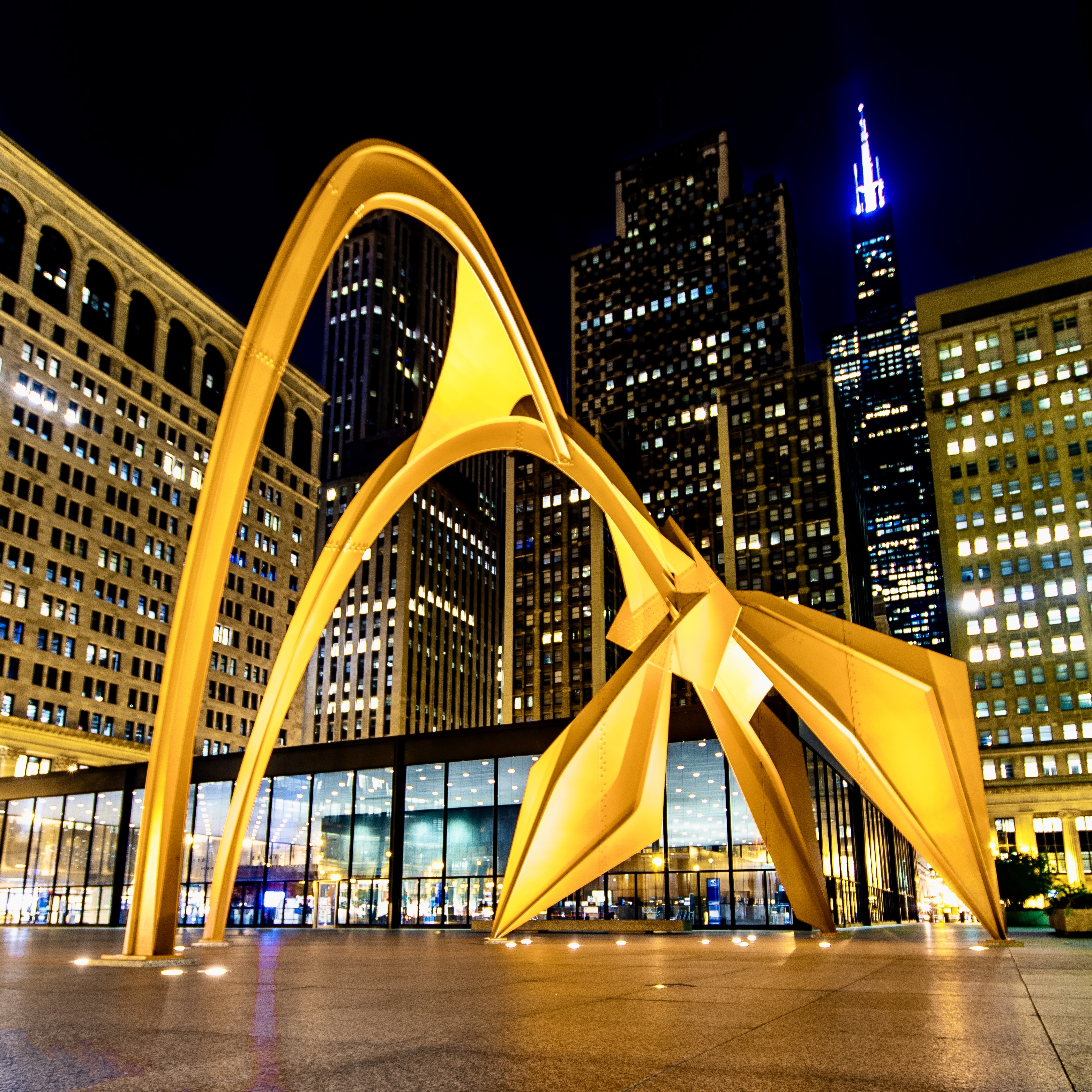
De nuit.
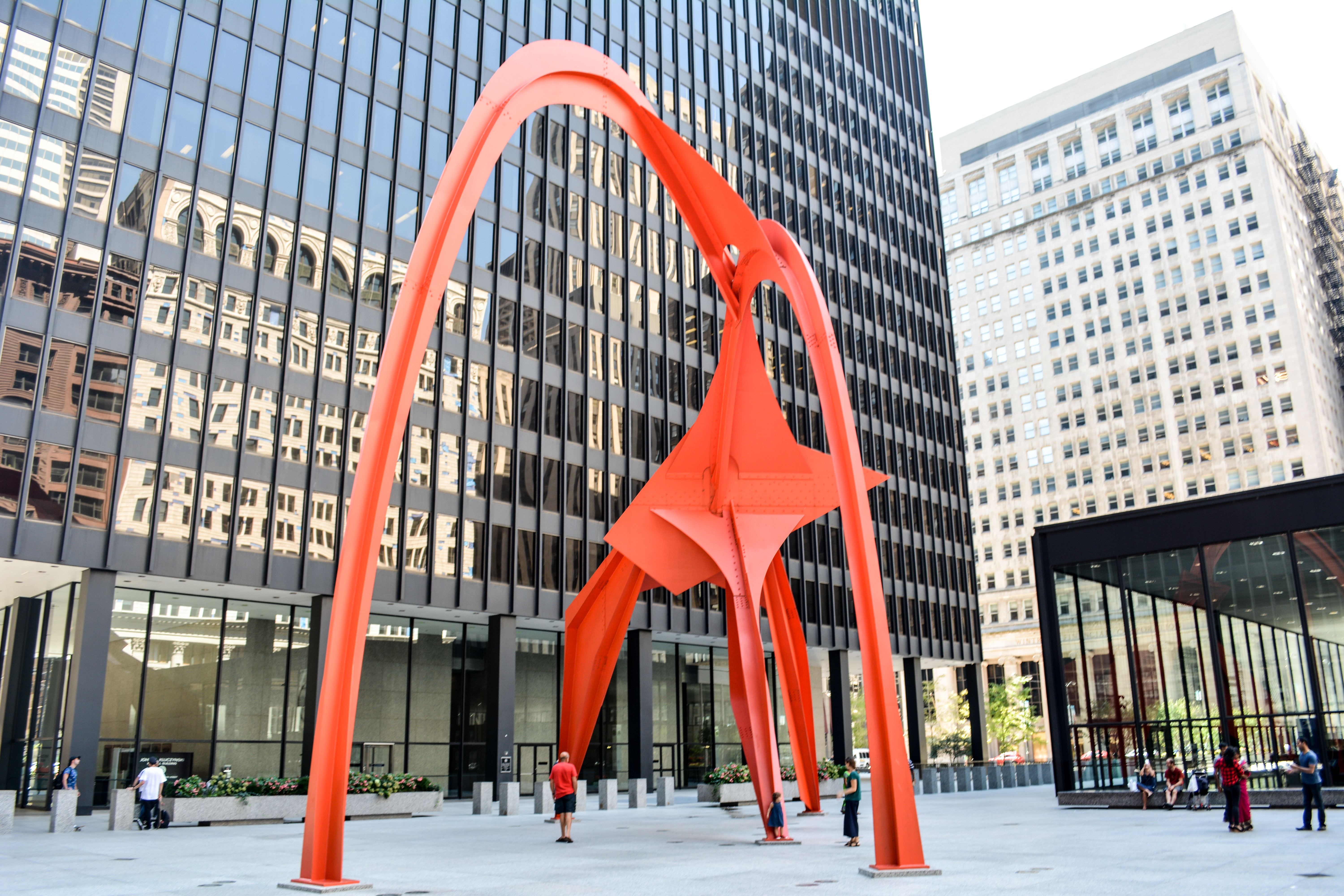
Autre perspective.
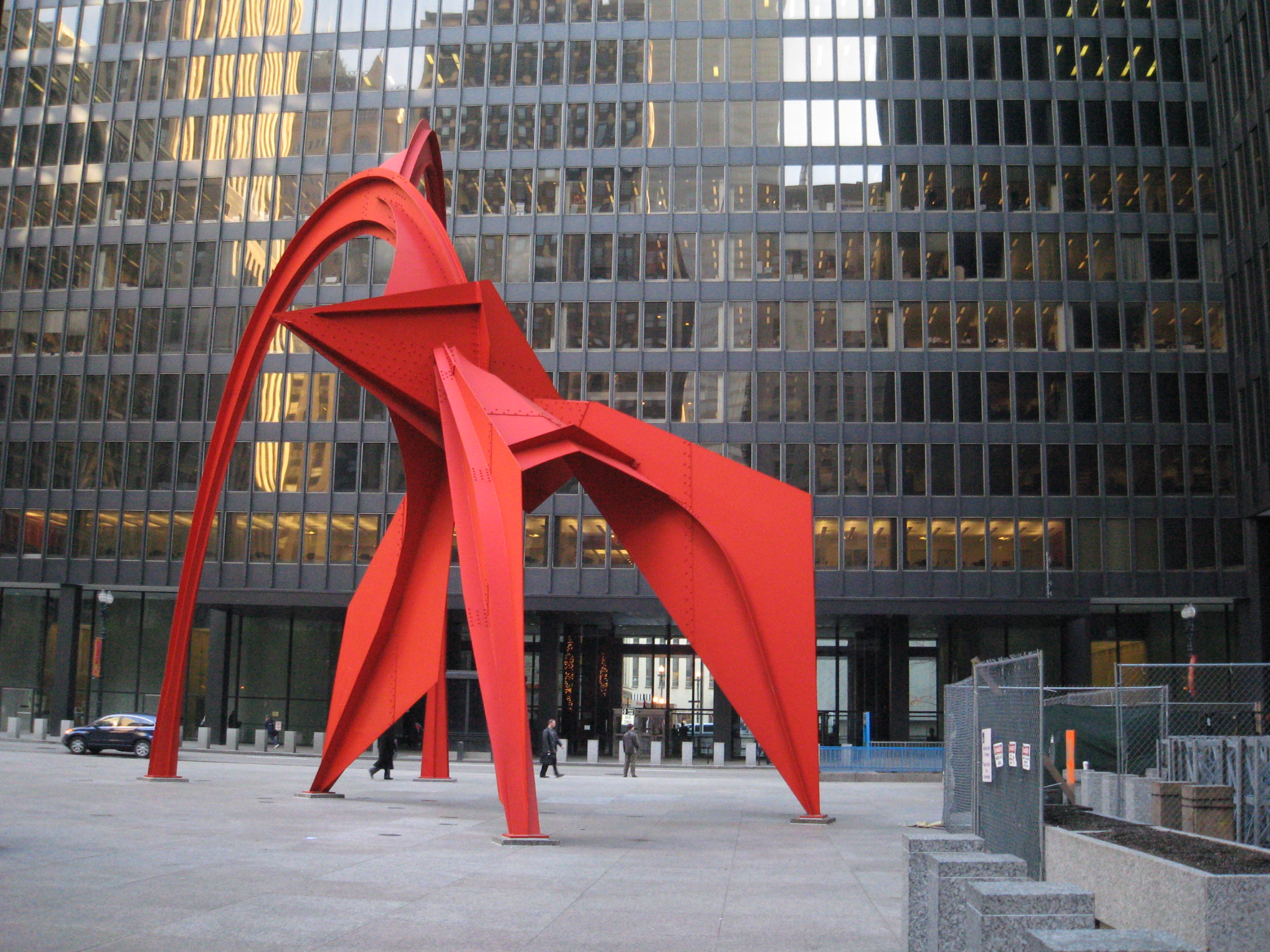
Autre perspective.
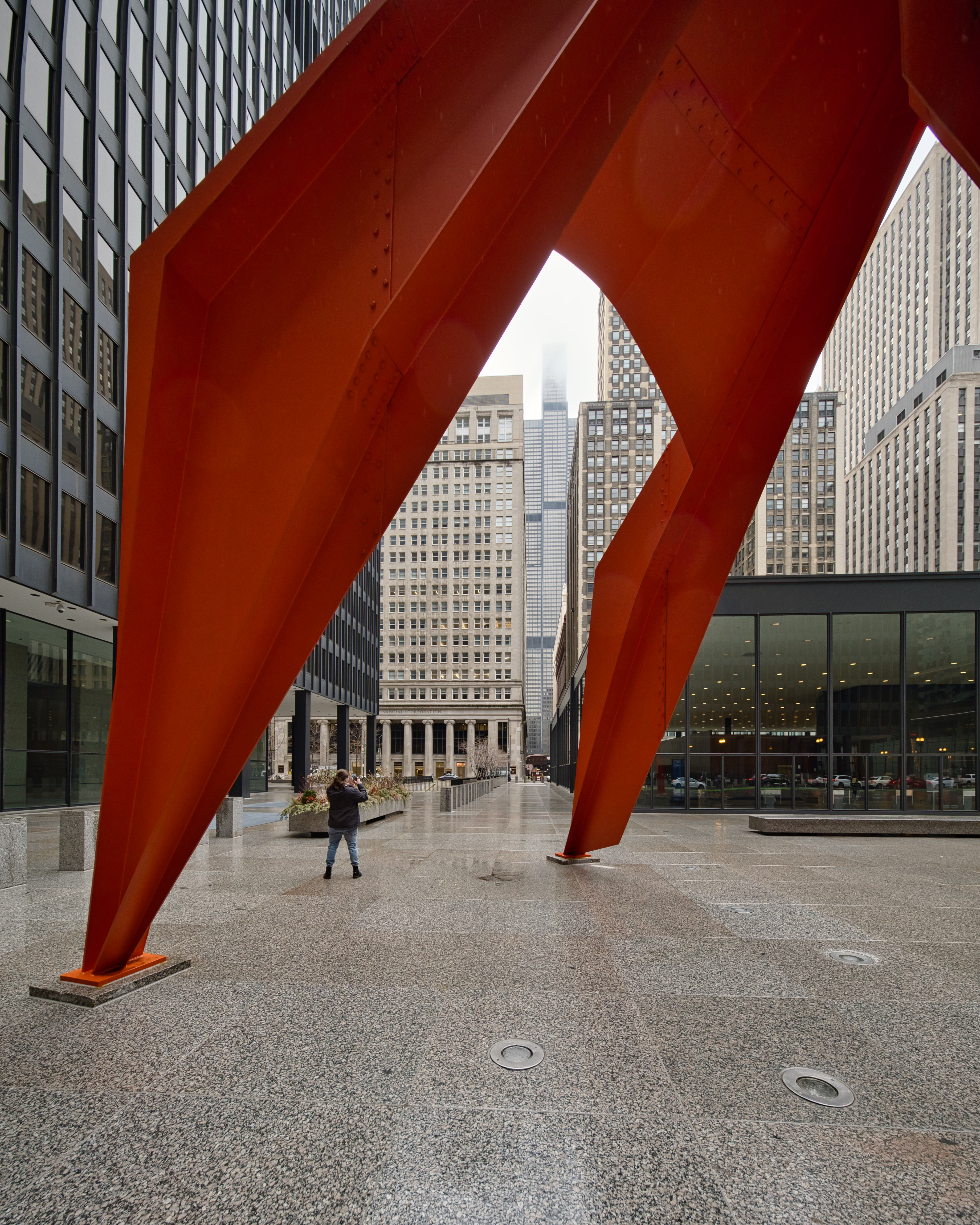
Autre perspective.